# Chikage Awashima
Chikage Awashima (淡島 千景, Awashima Chikage) (Tóquio, 24 de fevereiro de 1924 - Tóquio, 16 de fevereiro de 2012), também conhecida como seu nome verdadeiro Keiko Nakagawa, foi uma atriz japonesa que atuou em filmes desde 1950.

## Biografia
Formada na Escola de Música e Dança Takarazuka e membro da Takarazuka Revue, Chikage Awashima entrou nos estúdios Shochiku e fez sua estreia cinematográfica em 1950. Ela apareceu em filmes de vários diretores famosos do Japão, incluindo Yasujirō Ozu, Mikio Naruse, Keisuke Kinoshita, Tadashi Imai e Heinosuke Gosho. Ela recebeu duas vezes o prêmio Blue Ribbon Award e duas vezes o Mainichi Film Awards por suas atuações.
Awashima se aposentou da atuação em 2009. Ela morreu em 16 de fevereiro de 2012, aos 87 anos, de câncer no pâncreas.

## Filmografia
Filmes

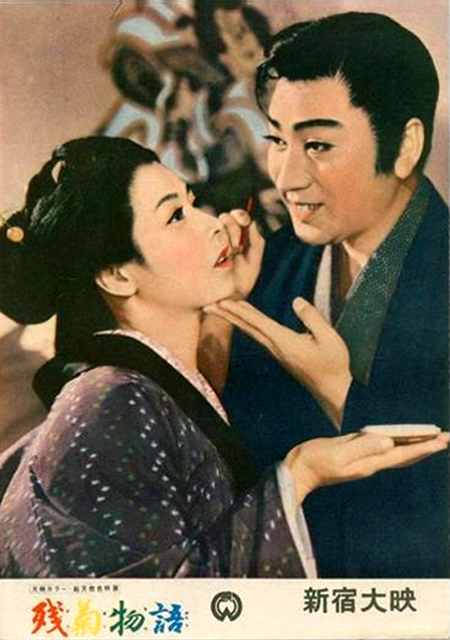
Chikage Awashima e Kazuo Hasegawa em Zangiku Monogatari (1939)

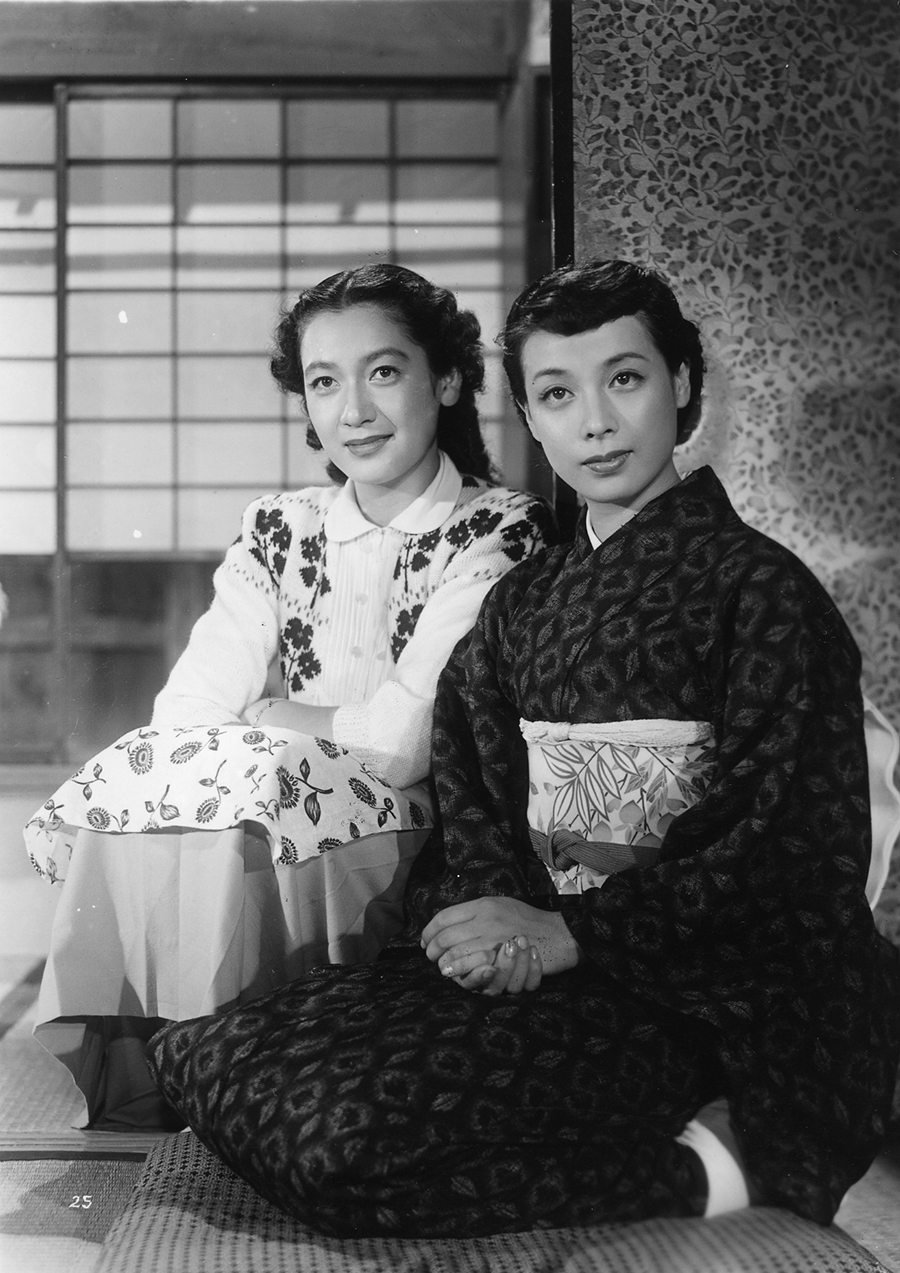
Setsuko Hara (esquerda) e Chikage Awashima em Bakushū (1951)

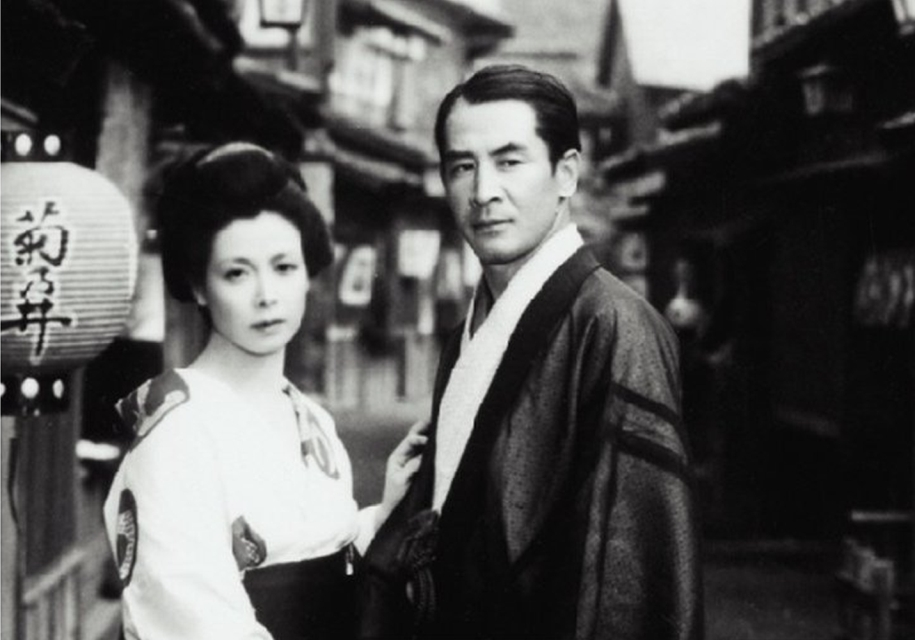
So Yamamura e Chikage Awashima em Nigorie (1953)

- Haru to no Tabi (2010) .... Shigeko Ichikawa
- Daiteiden no yoru ni (2005)
- Shiberia Chōtokkyū 5 (2005) .... Doutora
- Natsu no niwa (1994) .... Yayoi
- Kono ko wo nokoshite (1983)
- Kigeki hyakkuten manten (1976)
- Ō-oku emaki (1968) .... Asaoka no tsubone
- Kigeki ekimae kazan (1968)
- Kigeki ekimae hyakku-nen (1967)
- Kigeki ekimae tanken (1967)
- Kigeki ekimae gakuen (1967)
- Kigeki ekimae mangan (1967)
- Kigeki ekimae keiba (1966)
- Kigeki ekimae bantō (1966)
- Watashi, Chigatteiru kashira (1966) .... Mãe
- Kigeki ekimae benten (1966)
- Kigeki ekimae daigaku (1965)
- Kigeki ekimae kinyū (1965)
- Ore ni tsuite koi! (1965)
- Kigeki ekimae iin (1965)
- Kigeki ekimae tenjin (1964)
- Kigeki ekimae ondo (1964)
- Kigeki ekimae kaidan (1964)
- Muhōmatsu no isshō (1964) .... Yoshiko Yoshioka
- Kigeki yōki-na mibōjin (1964)
- Misuta jaiantsu (1964)
- Kigeki ekimae okami (1964)
- Shin meoto zenzai (1963)
- Kigeki ekimae chagoma (1963)
- Daidokoro taiheiki (1963)
- Shiro to Kuro (1963) .... esposa de Munakata
- Kigeki: Tonkatsu ichidai (1963) .... Kakie Goi
- Kigeki ekimae hanten (1962)
- Ōsho (1962) .... Koharu, esposa de Sankichi
- Kawa no hotori de (1962) .... Asako Takayama
- Kigeki ekimae onsen (1962)
- Doburoku no Tatsu (1962) .... Umeko, a madame
- Tsuma to shite onna to shite (1962) .... Ayako Kouno
- Hagure kigeki mandara (1962)
- Kigeki ekimae bentō (1961)
- Kaei (1961)
- Onna bakari no yoru (1961) .... Nogami
- Kigeki: ekimae danchi (1961)
- Tokyo yawa (1961) .... Senko Oumi, a madame
- Shima no sehiro no oyabun-shū (1961)
- Mozu (1961)
- Edokko-hada (1961)
- Kojin kojitsu (1961)
- Sake to onna to yari (1960) .... Sakon Murayama
- Tenpō rokkasen - Jigoku no hanamichi (1960) .... Ogin
- Chinpindō shujin (1960)
- Utamaro wo meguru gonin no onna (1959)
- Anyakōro (1959) .... Oei
- Dansei shiikuhō (1959) .... Namie
- Haha no omokage (1959) .... Sonoko Takada
- Hana noren (1959)
- Ningen no jōken (1959) .... Tōfuku Kin
- Kashima ari (1959)
- Nichiren to Mōko Daishūrai (1958)
- Nuvens de Verão (1958) .... Yae
- Kigeki ekimae ryokan (1958) .... Otsatsu
- Chūshingura (1958) .... Riku Ōishi
- Hotarubi (1958) .... Otose
- Makeraremasen katsumadewa (1958) .... Tomoyama
- Zokuzoku Ōban: Dōto uhen (1957)
- Kichigai buraku (1957) .... Oaki Murata
- Naruto Hichō (1957)
- Yuunagi (1957) .... Norie Shima
- Zoku Ōban: Fūun hen (1957)
- Ōban (1957)
- Kiiroi karasu (1957) .... Machiko Yoshida
- Odoriko (1957) .... Hanae Hanamura
- Nihonbashi (1956) .... Otaka Inaba
- Sōshun (1956) .... Masako Sugiyama
- Ukkari fujin to chakkari fujin (1956)
- Meoto zenzai (1955)
- Kino to ashita no aida (1954)
- Nigorie (1953) .... O-Riki (3ª História)
- Yassamossa (1953)
- Carmen junjō su (1952) .... Chidori, noiva de Hajime
- Ochazuke no Aji (1952) .... Aya Amamiya
- Tange Sazen (1952)
- Honjitsu kyūshin (1952) .... Omachi
- Nami (1952)
- Inochi uruwashi (1951) .... Asako
- Yume ōki koro (1951) .... Tamayo Mizuhara
- Bakushū (1951) .... Aya Tamura
- Jiyū gakkō (1951)
- Zenma (1951) .... Itsuko
- Natsukashi no utagassen (1950)
- Tenyawanya (1950)

Televisão
- Wataru Seken wa Oni Bakari (2011)
- Imo tako nankin (2006) .... Ume Hanaoka
- Koishikawa no uchi (1996) .... Tia Nobuko - irmã mais nova de Rohan
- Kuro no kairō (1984) .... Sumiko
- Anchan (2 episódios, 1983)
- Kagerou (1968)
- Higurashi no yado (1958)

## Prêmios
- 1950: Blue Ribbon Awards de Melhor Atriz por Tenyawanya e Okusama ni goyojin[4]
- 1955: Blue Ribbon Awards de Melhor Atriz por Meoto zenzai[5]
- 1958: Mainichi Film Awards de Melhor Atriz por Nuvens de Verão e Hotarubi[6]
- 1988: Medalha com Fita Roxa[10]
- 1995: Ordem da Coroa Preciosa, 4ª Classe, Glicínias[10]
- 1997: Mainichi Film Awards - Prêmio Kinuyo Tanaka[7]